# Pat, la ragazza del baseball
Pat, la ragazza del baseball (野球狂の詩?, Yakyūkyō no Uta, lett. "La canzone degli entusiasti del baseball") è un anime di genere sportivo, prodotto nel 1977 dalla Nippon Animation in 25 episodi della durata di 60 minuti.
La serie, diretta da Eiji Okabe, si basa sul manga di Shinji Mitsushima e venne trasmessa per la prima volta dal 23 dicembre del 1977 al 26 marzo del 1979 dall'emittente Fuji TV.

## Trama
Pat Mizuhara (Yūki Mizuhara nell'originale) vorrebbe frequentare l'università, diventare veterinaria ed andare a lavorare in Africa; ha però l'hobby del baseball, a cui gioca soltanto per tenersi in forma. Durante i suoi allenamenti è notata da Tetsugoro Iwata, un grande campione ormai sul viale del tramonto, che non ha ancora appeso il guantone al chiodo solamente perché non ha ancora trovato un degno erede. E chi lo potrebbe sostituire sembra proprio essere Pat, dotata di un raro talento naturale, ma per fare entrare la ragazza in squadra, Tetsugoro dovrà affrontare una serie di problemi: se convincere il proprietario della squadra e l'allenatore può sembrare difficile, se fare modificare il regolamento per permettere a una donna di giocare in una squadra maschile può essere quasi impossibile, l'osso più duro è proprio Pat, che all'inizio non ha intenzione di diventare una giocatrice professionista. Iwata però persevera e alla fine riesce a spuntarla: Pat entra in squadra e il regolamento viene cambiato.
La ragazza viene inizialmente affidata a Yuko (Muto nell'originale, com'è scritto sulla divisa), un ragazzone delle riserve, grande e grosso, dal carattere burbero, ma dal grande cuore e con il suo aiuto nell'allenarsi Pat comincia a irrobustirsi e a imparare i trucchi del mestiere. E proprio Yuko una notte fa un sogno, così vivido da sembrare quasi reale: vede Pat effettuare un lancio incredibilmente complesso e imprendibile, una palla con un effetto imprevedibile che annienta il battitore e che porta alla vittoria la squadra. Da quel momento il "lancio del sogno" diventa per Yuko quasi un'ossessione: Pat si sottopone a un duro allenamento per poterlo eseguire, prima con Yuko, poi con lo stesso Iwata quando Yuko viene ceduto a un'altra squadra. Il "lancio del sogno" prima di poter essere perfezionato deve però rimanere segreto e Pat sarà costretta a mentire a tutti, compagni e avversari, negando la sua esistenza, fino a condurre Yuko, ormai estromesso da ogni squadra, alla rovina e quasi alla follia. Nonostante tutto il mondo del baseball lo derida e lo consideri un povero visionario, Yuko infatti sa che il "lancio del sogno" esiste veramente e che lui è l'unico a poterlo ribattere e a sconfiggere Pat.

## Struttura dell'anime
Gli episodi della versione originale dell'anime hanno una lunghezza atipica: mandati in onda per la prima volta dal network Fuji TV alle ore 20, duravano ben 45 minuti, contrariamente ai più comuni 24 minuti. L'edizione italiana ha comportato la divisione di ogni episodio in due semi-episodi che hanno quindi raggiunto la durata canonica, con il conseguente passaggio dalle originali 25 alle 50 puntate.
La trama, anche se nell'anime non viene esplicitamente segnalato, si può dividere in due parti principali: la prima, che va dal primo all'undicesimo episodio (1-22 in Italia) è quella in cui è Pat la protagonista e dove viene raccontata la storia tormentata del suo ingresso sui campi da gioco e del suo formidabile "lancio del sogno". La seconda parte dell'anime, che va dal dodicesimo episodio fino alla fine (23-50 in Italia) riguarda invece storie autoconclusive (i racconti si estendono al massimo per due-tre episodi) e in sequenza non strettamente in ordine cronologico. Queste storie, nelle quali Pat è completamente assente, trattano principalmente degli altri componenti della squadra dei Mets e del mondo che ruota attorno al baseball.
La lanciatrice Pat (Yūki nell'originale), che in Italia ha dato il titolo all'intera serie (la traduzione letterale del titolo originale è invece "La canzone degli appassionati del baseball") è quindi protagonista solamente della prima parte dell'anime, e il suo problema di poter giocare nel campionato maschile, tema portante della sigla italiana, si esaurisce in realtà già nel primo episodio.

## Sigle
Sigle iniziali giapponese
- Yakukyou no Uta, interpretata da Mitsuko Horie e Columbia Dansei Gasshoudan
- Kita no Ookami Minami no Tora, interpretata da Ichirō Mizuki

Sigla finale giapponese
- Yuuki no Theme, interpretata da Mitsuko Horie

Prima sigla iniziale e finale italiana
- Pat, la ragazza del baseball, testo di Loriana Lana, musica di Claudio Maioli, arrangiamento di Corrado Castellari e Silvano D'Auria, interpretata da Alessandra Maldifassi con Le Mele Verdi.[4]

Seconda sigla iniziale e finale italiana (Ed. TMC)
- Pat, la ragazza del baseball, testo di Fabrizio Berlincioni, musica di Silvio Amato, interpretata da Luana Heredia.

## Episodi
Nelle trasmissioni italiane, ogni episodio della serie è stato trasmesso in due puntate per un totale di 50 puntate complessive.
| Nº | Titolo italiano Giapponese 「Kanji」 - Rōmaji | In onda           | In onda |
| Nº | Titolo italiano Giapponese 「Kanji」 - Rōmaji | Giapponese        |         |
| 1  | I maniaci del baseball La prima donna del baseball 「水原勇気登場」 - Mizuhara Yūki tōjō | 23 dicembre 1977  |         |
| 2  | È nata una stella Un sogno meraviglioso 「女投手誕生」 - Onna tōshu tanjō | 19 maggio 1978    |         |
| 3  | I primi scontri Diventare forti 「燃えろ！勇気の初登板」 - Moero! Yūki no hatsutōban | 30 giugno 1978    |         |
| 4  | La sfortuna dei Mets Il bowling 「なぜ?!ボーリングに挑む勇気！」 - Naze?! Balling ni idomu Yūki! | 28 luglio 1978    |         |
| 5  | Campionessa di bowling La palla dei sogni 「連敗メッツ 何処へ行く！」 - Renpai Mets doko e iku! | 25 agosto 1978    |         |
| 6  | La ripresa dei Mets Il rientro di Yuko 「やった武藤！初ホーマー！」 - Yatta Mutō! Hatsu homer! | 15 settembre 1978 |         |
| 7  | La sconfitta di Yuko Una nuova tecnica 「泣くな勇気 さまよう魔球！」 - Naku na Yūki samayou makyū! | 6 novembre 1978   |         |
| 8  | Le sconfitte pesano Il lancio segreto 「ドリームボールは夢か!?メッツ大ピンチ」 - Dream ball wa yume ka!? Mets dai pinch | 13 novembre 1978  |         |
| 9  | Un'astuta strategia Una prova rischiosa 「再び対決の時！出るかドリームボール」 - Futatabi taiketsu no toki! Deru ka dream ball | 20 novembre 1978  |         |
| 10 | Strategia vincente Il giorno della rivelazione 「泣くな武藤！あれがドリームボールだ」 - Naku na Mutō! Arega dream ball da | 27 novembre 1978  |         |
| 11 | Una sfida emozionante Una rinuncia difficile 「魔球がゆれた！はばたけ勇気」 - Makyū ga yureta! Habatake Yūki | 4 dicembre 1978   |         |
| 12 | Competizione in famiglia L'ultimo incontro 「よれよれ18番」 - Yoreyore 18 ban | 11 dicembre 1978  |         |
| 12 | Tetsugoro Iwata ha ormai 53 anni, ma continua a giocare nonostante la stanchezza dovuta all'età e al fatto di essere incalzato dai giovani come suo genero che gioca in squadra con lui. Dopo 35 anni di gioco ha il record di 149 partite vinte come lanciatore e prima di ritirarsi vuole arrivare al traguardo delle 150. E finalmente riesce nel suo intento, anche se quella drammatica partita sarà per lui, l'ultima della sua vita. |                   |         |
| 13 | Il figlio di Masa Il dramma di Ken Hiura 「北の狼・南の虎（前編）」 - Kita no Ōkami. Minami no tora (zenpen) | 18 dicembre 1978  |         |
| 13 | Ken Hiura è un bravo giocatore, ma i responsabili della squadra esitano a prenderlo in considerazione, perché figlio (o meglio, figliastro) di un membro della Yakuza. Il padre, per permettere al figlio di non avere ostacoli nella sua carriera, tenta di uscire dall'organizzazione, ma viene punito con la morte per il suo gesto. |                   |         |
| 14 | Il Lupo del Nord e la Tigre del Sud Ti ho ritrovata, mamma 「北の狼・南の虎（後編）」 - Kita no Ōkami. Minami no tora (kōhen) | 25 dicembre 1978  |         |
| 14 | Ken Hiura si chiamava in realtà Jiro e assieme al gemello Ikiro era stato abbandonato dalla madre appena nato. Ora i due fratelli, soprannominati rispettivamente "Lupo del Nord" e "Tigre del Sud", sono destinati ad incontrarsi come avversari e Ken ritroverà anche la madre perduta, ma non rivelerà mai al fratello la sua vera identità. |                   |         |
| 15 | Il potere della celebrità L'arte di vincere 「スラッガー藤娘」 - Sleggar fuji musume | 8 gennaio 1979    |         |
| 15 | Tamaichiro Kunitachi è un promettente attore del teatro Kabuki, destinato a proseguire la gloriosa tradizione della famiglia. In scena recita ruoli femminili (nel Kabuki le donne non sono ammesse a recitare), ma la sua passione per il baseball rischia di compromettere irrimediabilmente la struttura del suo corpo. Prima o poi quindi dovrà scegliere per il suo futuro: il padre vorrebbe che continuasse a recitare, ma lo lascia libero nella sua scelta di vita. |                   |         |
| 16 | Un traguardo irraggiungibile (1ª parte) Un traguardo irraggiungibile (2ª parte) 「ウォッス10番」 - Wossu 10 ban | 22 gennaio 1979   |         |
| 16 | Heihachiro sogna di diventare il lanciatore della scuola, ma è ostacolato dai genitori che vorrebbero che lui lavorasse nel negozio di pescivendolo della famiglia più di quanto già non faccia, invece di perdere tempo ad allenarsi. Solo Pat (che non è la protagonista dei primi episodi della serie, ma un'altra ragazza), segretamente innamorata di lui, crede nel ragazzo e nelle sue potenzialità. Le cose si complicano quando Kusakabe entra in squadra portando via il posto a Heihachiro e soprattutto quando suo padre si ammala gravemente. Quando sembra arrivato il momento per Heihaciro di abbandonare lo sport, i Mets di Tokyo lo chiamano per entrare in squadra: con i soldi guadagnati il ragazzo potrà fare curare il padre. |                   |         |
| 17 | Il giorno di Heihaciro Un nuovo campione 「ガッツ10番」 - Gattsu 10 ban | 29 gennaio 1979   |         |
| 17 | Ormai da quattro anni Heihachiro gioca come lanciatore nei Mets con alterne fortune. Pat sa che per Heihachiro lei resterà solo una grande amica, ma essendo innamorata di lui ha studiato per diventare infermiera, soprattutto per restare accanto al padre del ragazzo ed aiutarlo nella sua malattia. Un giorno però Kusakabe, il grande amico-rivale di Heihachiro, entra in squadra e la storia si ripete: Kusakabe diventa il lanciatore dei Mets relegando Heihachiro in panchina. Il ragazzo decide finalmente di cambiare ruolo: dopo un duro allenamento diventa un bravo battitore e solo dopo essersi riscattato e realizzato chiederà a Pat di diventare sua moglie.                                                                    |                   |         |
| 18 | Chi sarà il re dell'Home Run? Sposerò Kunitachi 「白球七五三」 - hakkyū shichigosan | 5 febbraio 1979   |         |
| 18 | La piccola Fujiko è una fan di Tamaichiro Kunitachi e non si perde nessuna partita alla TV. Da qualche tempo però Kunitachi non sembra in forma: sembra incredibile, ma da quando la sua governante ha dato ad un robivecchi la palla da baseball che lo aveva portato alla sua prima vittoria e che lui conservava gelosamente, Kunitachi non è più lui. Sarà Fujiko a riportare al suo idolo la pallina che il padre robivecchi le aveva regalato: la bambina trascorrerà un compleanno indimenticabile in compagnia dell'atleta del suo cuore. |                   |         |
| 19 | Il rapimento Per salvare mio figlio 「脅迫スリーラン」 - Kyōhaku suriran | 12 febbraio 1979  |         |
| 19 | Il nipotino di Tetsugoro Iwata viene rapito. Il rapitore pretende che Tetsugoro faccia perdere i Mets nell'ultima partita di campionato e la famiglia si chiude nel più stretto riserbo. |                   |         |
| 20 | Uno strano sportivo Una vita migliore 「スチール100円」 - Steal 100 yen | 19 febbraio 1979  |         |
| 20 | È la storia di un padre e del suo bambino che conducono una vita di espedienti. L'uomo è solito aggirarsi sulle gradinate dello stadio durante le partite, per "alleggerire" del portafoglio gli ignari spettatori durante le fasi concitate del gioco. È però un ladro che si accontenta e che non vuole esagerare: da ogni portafoglio preleva solamente 100 Yen (meno di un euro) e lo rimette a posto senza farsi accorgere. Quando l'uomo è scoperto ed arrestato della polizia, capisce che forse è arrivato il momento di cambiare vita, per il bene del figlio. |                   |         |
| 21 | Il tango delle rose Una rosa gialla per amore 「鉄五郎のバラード」 - Tetsugorō no ballad | 26 febbraio 1979  |         |
| 21 | Tetsugoro e Kanako da giovani erano innamorati, ma il padre di lei impedì il loro matrimonio. Dopo più di trentacinque anni da quegli avvenimenti, Kanako vuole incontrare di nuovo Tetsugoro: lui non lo sa ancora, ma la donna, ancora innamorata di lui, desidera soltanto dirgli addio, visto che di lì a pochi giorni morirà per un male incurabile. |                   |         |
| 22 | Competizione fra amici La fiducia nel futuro 「熱球白虎隊」 - Nekkyū byakko tai | 5 marzo 1979      |         |
| 22 | Eiji Yamai è il numero uno tra i giornalisti sportivi, ma ai tempi delle scuole superiori era in competizione con Tamaichiro Kunitachi per il posto in squadra. Purtroppo per lui Kunitachi si era dimostrato più bravo, e Yamai, per non essere ancora battuto, si era ritirato dal Baseball. Oggi però sarà il giornalista a dare nuove motivazioni all'amico-rivale di un tempo e lo porterà ad uscire dalla crisi di forma che stava attraversando. |                   |         |
| 23 | Un povero milionario Un aiuto dal cielo 「メッツ買います！」 - Mets kaimasu! | 12 marzo 1979     |         |
| 23 | Oshima ha lavorato una vita sulle montagne ed ha guadagnato tre milioni di Yen. Con quei soldi desidera comprare i Tokio Mets per onorare la memoria del figlio, grande giocatore, ma morto in guerra. Purtroppo in tutti quegli anni la svalutazione ha ridotto enormemente il valore dello Yen e con quei soldi (circa 27000 euro) non può fare nulla, visto che la squadra vale almeno un miliardo di Yen. Il proprietario dei Mets, commosso dalla storia, gli dà comunque la possibilità di essere il proprietario della squadra per un giorno. |                   |         |
| 24 | Una questione di principio Una favola che diventa realtà 「おんぼろルーキー」 - onboro ruki | 19 marzo 1979     |         |
| 24 | Kitakoy è un bravissimo lanciatore, acerrimo nemico dei Mets. I suoi lanci sono imprendibili, almeno fino a quando Tetsugoro Iwata trova Kintaro, un mendicante che però ha la fama di essere riuscito, unico al mondo, a colpire una sua palla. |                   |         |
| 25 | Un arbitro famoso Una lunga carriera 「コンピュータ審判」 - Computer shinpan | 26 marzo 1979     |         |
| 25 | L'arbitro Hideyoshi ultimamente prende decisioni molto controverse, ma non vuole discutere assolutamente sul suo operato e non ammette mai di avere sbagliato. Tetsugoro Iwaka si accorge però che Hideyoshi ha seri problemi di vista. |                   |         |

## Opere correlate
L'anime Pat, la ragazza del baseball non è l'unica opera che riguarda le avventure di Pat e dei Tōkyō Mets. In Giappone nel corso degli anni sono infatti state prodotte altre opere, tra film e manga che sono tuttora inedite in Italia
- 1972 - manga Yakyūkyō no Uta
- 1977 - film live action Yakyūkyō no Uta con Midori Kinōuchi nella parte di Yūki
- 1977 - serie anime Yakyūkyō no Uta, l'unica opera giunta in Italia
- 1979 - film anime prodotto rimontando gli episodi 13 e 14 corrispondenti alle puntate italiane 26, 27, 28 e 29, che appartengono alla saga Il lupo del nord, la tigre del sud in cui Pat/Yūki non compare
- 1985 - dorama Yakyūkyō no Uta con la idol Yūki Saitō come protagonista
- 1997 - manga Yakyūkyō no uta - Heiseihen, primo seguito del manga originale
- 2000 - manga Shin yakyūkyō no uta, secondo seguito
- 2005 - manga Yakyūkyō no uta vs Dokaben, terzo seguito

## Edizione italiana
In Italia la serie è giunta nei primi anni ottanta, trasmesse da alcune emittenti private quali Super 3 e TMC. L'edizione italiana ha comportato la divisione di ogni episodio in due puntate di circa 24 minuti. L'edizione italiana della serie è a cura della OCEANIA FILMS.
| Personaggio                  | Voce giapponese | Voce italiana    |
| ---------------------------- | --------------- | ---------------- |
| Pat Mizuhara (Yūki Mizuhara) | Mieko Nobusawa  | Susanna Fassetta |
| Kobotoke                     |                 | Renato Montanari |
| Ken Hiura                    | Kazuyuki Sogabe | Sergio Antonica  |
| Tetsugoro Iwata              | Gorō Naya       | Lino Troisi      |
| Gori                         |                 | Gino Pagnani     |
| Madre di Pat                 |                 | Liliana Jovino   |
| Tatewaki                     |                 | Sergio Antonica  |
| Yuko                         |                 | Toni Orlandi     |
| Tamaichiro Kunitachi         | Kei Tomiyama    |                  |
| Heihachiro Togashi           | Tesshō Genda    |                  |
| Annunciatore                 | Mikio Terashima |                  |